# Asaka (Uzbekistan)
Asaka (in russo Асака) è il capoluogo del distretto di Asaka nella regione di Andijan, in Uzbekistan. La città si chiamava precedentemente Leninsk (Ленинск) durante il periodo sovietico.
Ha una popolazione (calcolata per il 2010) di 61.245 abitanti. La città si trova nella valle di Fergana, circa 20 km a sud-ovest di Andijan.
Ad Asaka, nel 2008, è stato aperto il primo stabilimento di assemblaggio automobilistico, una joint venture uzbeka-sudcoreana, la UzDaewoo Auto